# Даньшин Іван Миколайович
Іван Миколайович Даньшин (4 жовтня 1923, Стариця, Вовчанський район, Харківська губернія, Українська РСР — 20 серпня 2011, Харків, Україна) — радянський і український вчений-правознавець, спеціаліст в області кримінології. Учасник Великої Вітчизняної війни.
Доктор юридичних наук (1975), професор (1978). Проректор з наукової роботи (1968-1973), завідувач (1972/3-1988 та 1994-1996) та професор (1996-2011) кафедри кримінології та виправно-трудового права Національної юридичної академії України імені Ярослава Мудрого. Член-кореспондент Національної академії правових наук України (1992). Заслужений працівник народної освіти Української РСР (1990).

## Біографія
Іван Даньшин народився 4 жовтня 1923 року в селі Стариця Вовчанського району Харківської губернії. Починаючи з 1942 року, брав участь у боях Великої Вітчизняної війни, бився на Степовому, Калінінському, 1-м і 2-м прибалтійських і на 2-му Українському фронтах, був командиром артилерійського знаряддя.
Вищу освіту Даньшин отримував після закінчення війни, в 1949 році закінчив Харківський юридичний інститут (ХЮІ). Після закінчення ВНЗ, до 1952 року працював в Полтавській обласній колегії адвокатів. Починаючи з 1952 року працював у виконавчому комітеті Харківської обласної ради народних депутатів, спочатку був юрисконсультом у відділі комунального господарства, а з 1953 року протягом семи років був помічником голови цього органу місцевого самоврядування.
У 1961 році Іван Миколайович вступив до аспірантури на кафедрі кримінального права і процесу в ХЮІ, яку закінчив у 1964 році та почав працювати в цьому навчальному закладі. До 1965 року був асистент, а потім з 1965 по 1967 рік — старший викладач. У 1967 році Іван Даньшин був призначений заступником декана заочного факультету ХЮІ, але вже в наступному році був переведений на аналогічну посаду на вечірній факультет цього ВНЗ.
У 1968 році Іван Миколайович зайняв посади доцент на кафедрі кримінального права (до реорганізації кафедра кримінального права і процесу) і проректор з наукової роботи ХЮЇ, останню з яких займав до 1973 року. У 1972 (за іншими даними в 1973) році був обраний на посаду завідувача кафедри кримінології та виправно-трудового права ХЮІ, яку займав аж до 1988 року (за альтернативними даними очолював кафедру 23 роки, починаючи з 1973 року). З січня 1994 по липень 1996 року знову обіймав цю посаду в Національній юридичній академії України імені Ярослава Мудрого (до 1991 року ХЮІ, пізніше, до 1995 року Українська юридична академія), а потім став професор кафедри.
Після створення Академії правових наук України (АПрН України) деякий час поєднував роботу в ній та її підрозділах з роботою в Національній юридичній академії України імені Ярослава Мудрого. З 1996 по 1998 рік був заступником директора Інституту вивчення проблем злочинності АПрН України. Також, був виконувачем обов'язків заступника академіка-секретаря Відділення правових наук кримінального циклу АПрН України.
Іван Миколайович Даньшин помер 20 серпня 2011 року в Харкові. У деяких джерелах датою смерті Даньшина помилково позначений 2007 рік.

## Наукова діяльність
У коло науково-дослідних інтересів Івана Миколайовича входили питання пов'язані з кримінальним правом, кримінологія і вища освіта. У кримінальному праві Даньшин вивчав вчення про цю галузь права, поняття злочин, а також характеристику ряду злочинів, передбачених Кримінальним кодексом. Вивчаючи кримінологію, Іван Миколайович особливу увагу приділяв предмету, методу і системі цієї галузі правової науки, також займався вивченням питань, пов'язаних з кримінологічною характеристикою злочину. Вивчаючи проблематику вищої освіти, публікував ряд робіт, що стосуються освітньої програми та наукової діяльності студентів.
У 1965 році Даньшин захистив дисертацію на здобуття науковий ступінь кандидата юридичних наук за темою: «Хуліганство і заходи по його ліквідації в СРСР», а в 1975 році — докторську дисертацію за темою «Основні питання кримінально-правової відповідальності охорони громадського порядку». Науковим керівником у кандидатській та науковим консультантом у докторських дисертаціях Івана Миколайовича був професор В. В. Сташис, для якого Даньшин був другим учнем, який захистив кандидатську дисертацію і першим, який захистив докторську. У 1978 році І. М. Даньшину було надано вчене звання професора, а в 1992 році він був обраний членом-кореспондентом Академії правових наук України (з 2010 року — Національної).
Займався підготовкою вчених юристів, був науковим керівником у 12 здобувачів ступеня кандидата юридичних наук і у 4 здобувачів докторського ступеня.
І. М. Даньшин був автором або співавтором приблизно двохсот наукових робіт, у тому числі восьми персональних і шести колективних монографій. Основними його працями є: «Відповідальність за хуліганство за радянським кримінальним правом» (1971), «Кримінально-правова охорона цивільного порядку» (1973), «Характеристика, загальне поняття і система злочинів проти громадського порядку» (1974), «за злочин — Кара» (1975), «Злочинність: поняття, загальна характеристика, причини і умови» (1988) «Введення в кримінологічну науку» (1998) «Усталені форми злочинності» (2002), «Загальнотеоретичні проблеми кримінології» (2005), «Правова система України: історія, стан та перспективи» (2008).
Був членом редакційних колегій періодичних видань «Вісник Академії правових наук України» та «Проблеми законності».

## Сім'я
Іван Миколайович був одружений на Аллі Петрівні Даньшиній, якій присвятив свою монографію «Загальнотеоретичні проблеми кримінології» (2005). Він говорив, що дружина постійно надавала умови сімейного затишку і підтримувала його у всіх творчих починаннях. Сама Алла Петрівна багато років працювала на кафедрі іноземних мов Харківського юридичного інституту.

## Нагорода
Іван Миколайович був удостоєний наступних нагород, премій і почесних звань:
- орден «За заслуги» III ступеня (Указ Президента України № 543/2004 від 14 травня 2004) — "за вагомі особисті заслуги у розвитку вітчизняної науки, створення національних наукових шкіл, зміцнення науково-технічного потенціалу України та з нагоди Дня науки»[15];
- орден «За мужність» III ступеня;
- орден Вітчизняної війни I ступеня (6 листопада 1985);
- орден Червоної Зірки (16 листопада 1944);
- дві медалі «За відвагу» (1 січня 1944 і 6 вересня 1944);
- почесне звання Заслужений працівник народної освіти Української РСР (18 жовтня 1990) — "За заслуги в розвитку правознавства та підготовці висококваліфікованих юридичних кадрів»[16];
- переможець обласного конкурсу "Вища школа Харківщини-кращі імена" в номінації «Викладач фундаментальних дисциплін» 2000);
- почесне звання «Заслужений професор Національної юридичної академії України імені Ярослава Мудрого» Червень 2000);
- лауреат Премії імені Ярослава Мудрого у номінації «За видатні заслуги у розвитку правової науки» 2002);
- сімнадцять інших військових нагород.